# ツルムラサキ
ツルムラサキ（蔓紫、学名: Basella alba）は、ツルムラサキ科ツルムラサキ属のつる性一年生草本である。東南アジア原産の野菜で、現在は東南アジアから中国南部に分布する。生育旺盛で栄養を豊富に含む緑黄色野菜で、つやがある茎葉と独特のぬめりがある。

## 名称
和名は、茎はつる状で、葉の付け根に紫色の実をつけることから「ツルムラサキ」の名がつけられている。また、日本へはつるが紫色の赤茎種が、青茎種（緑茎種）よりも先に観賞用として導入されたのでこの名がついたともいわれている。日本であるので俗名で「パセラ」と呼ばれることもある。日本国内では、野菜用として流通するもののほとんどは青茎種であるため、現在では名と体が合わなくなってきている。
英語名は Indian spinach （インディアン・スピニッチ）や malaber nightshade（マーラバー・ナイトシェード） 、フランス語名は épinard de malabar（エピナー・ドゥ・マラバー）、中国名は落葵（ラオクエイ）という。
茎が緑色の種と赤紫色の種があるが、茎が赤紫色の品種はシンツルムラサキ（真蔓紫、学名: Basella alba L. 'Rubra'）とよんでいる。ツルムラサキの学名は Basella alba（バセラ・アルバ）で、「アルバ」は白という意味で緑色種をさす。シンツルムラサキの学名の品種名 'Rubra'（ルブラ）は赤いという意味で、茎が赤いことからつけられたものである。

## 分布・栽培地
原産地は熱帯アジア、東南アジアの熱帯地方といわれる。分布域は、東南アジアから中国の南部地域までの広い範囲にわたる。これら地域では古くから野菜として利用されており、日本へは江戸時代に伝わって主に観賞用として栽培されていた。日本での栽培は極めて少なかったが、戦後の日中国交正常化以後は中国野菜ブームの到来によって次第に増加している。

## 形態・生態
一年生草本で、青茎種（緑茎種）と赤茎種がある。茎はつる性で生育旺盛、支柱によく絡みつき、放任すると草丈は3 - 4メートル (m) にも伸びる。青茎種は茎・葉の表裏ともに鮮やかな緑色であるが、赤茎種は茎と葉柄、葉の裏の一部が紫紅色で、葉の表面が緑色である。茎葉ともに毛が生えてなく光沢があり、葉は肉厚で卵円形である。青茎種と赤茎種では、茎葉の色に違いがみられるものの、形状や特性について大きな違いはない。
花期は夏から秋で、葉の付け根から多肉質の長い花穂が生じる。花は青茎種が白色であるが、赤茎種ではうす紫色から淡紅色で美しい。果実は、未熟果のうちは緑色であるが、熟すると濃紫色の径3 - 5ミリメートル (mm) の美しい実になり1個の種子を含む。秋になって気温が低下すると、急速に生育は衰える。
- 若葉
- 赤茎種はつるが赤紫色
- 花蕾
- 花（青茎種）
- 熟した果実

## 品種
青茎種（緑茎種）と赤茎種があり、野菜用としては一般にやわらかくて食味がよいとされる青茎種が多く用いられる。品種の分化はみられず、市販されている種子で栽培されている。赤茎系はつるの伸びが良く、放任すると2 - 3 mにもなる。青茎種よりも葉は小さくて、茎も細く、特に果実が熟すと茎が濃紫色になり、観賞用にも利用されている。

## 栽培

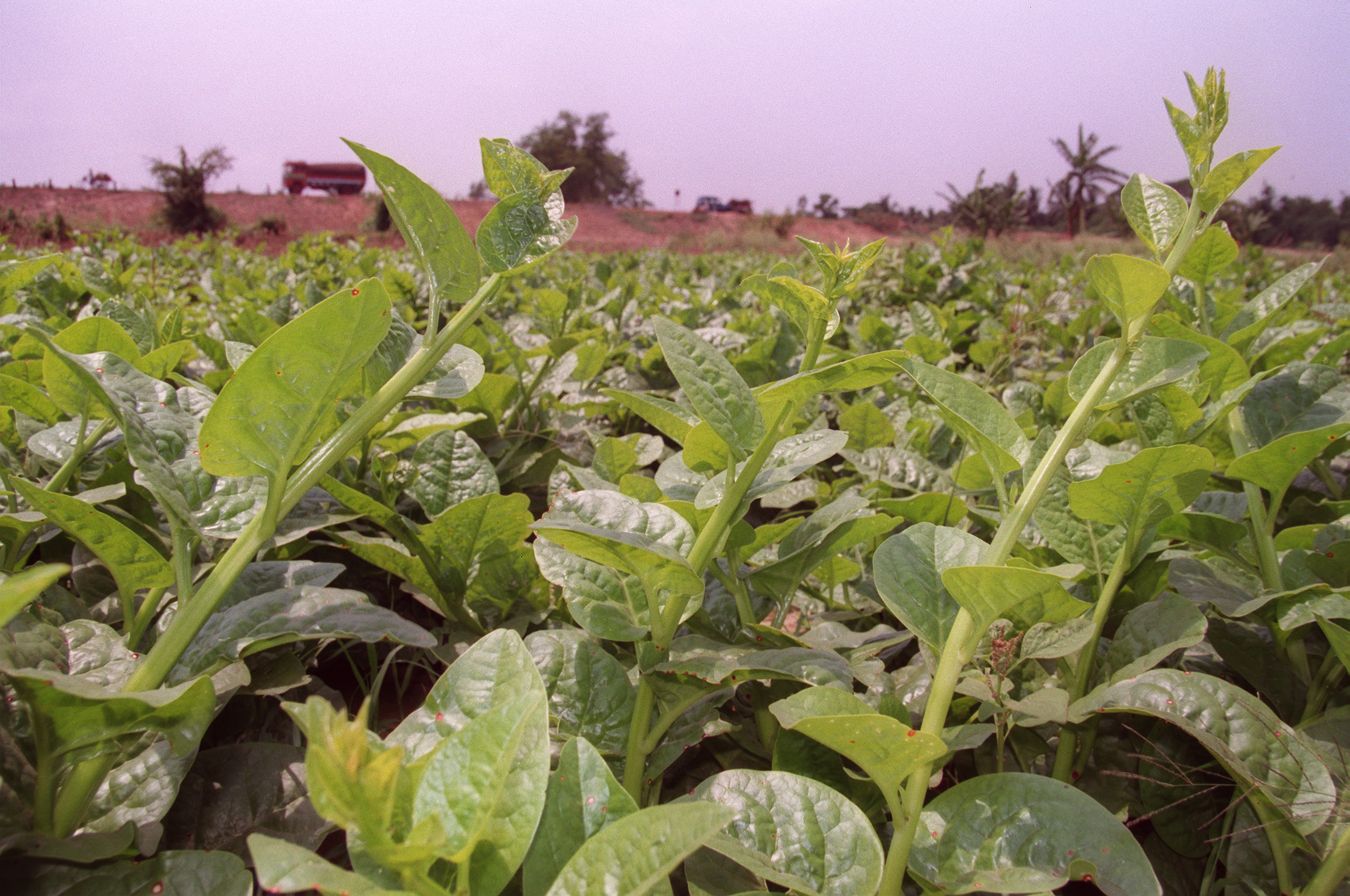
露地栽培されているツルムラサキ（インド、西ベンガル州のハウラーにて）

春に種をまき、晩春に苗の植えつけて、主に夏から秋にかけて次々と出てくるわき芽の先端をつんで収穫する。高温を好む野菜で、強い耐暑性があり、発芽適温は25 - 30度、栽培適温は25 - 30度とされる。露地栽培では、霜の危険がない時期が栽培可能で夏期に最も生育旺盛となり、低温期になると栽培は困難となる。秋には紫色の実をたくさんつけるので、自家採種も容易にできる。
栽培難度は易しい方で、病害虫の発生は少なく、肥料も少なく済むので手間をかけずに育てられる。畑は適当に水はけが良く日当たりの良い場所で、耕土の深い肥沃な畑が適している。また、土壌の乾燥を嫌う性質がある。強酸性土壌では生育が極端に悪くなるため、土壌酸度は pH 6.5 前後が適している。連作は不可で、同じ畑では1年あけるようにする。畑は播種または定植の1週間ぐらい前に苦土石灰と堆肥を元肥として施して畝を作り、排水が悪いところでは高さ30 - 60センチメートル (cm) の高畝栽培にする。
播種前の種はかたくて吸水しにくく、発芽が悪いため、種を一昼夜水につけたり、傷をつけておくことで発芽しやすくなる。発芽温度が高いことから、十分に気温が暖かくなってから育苗ポットに種をまき、約10日から2週間で発芽するので、本葉4 - 5枚の苗に育成する。畑に直播きする場合は、畝に筋まきか点まきにして、間引きしながら育てていく。挿し芽を育てる場合は、つるの先を15 cmほど切り取り、育苗箱などに斜め差しにして、発根して盛んに伸び始めてから苗を掘り上げて畑に植え付ける。
畝には雑草と乾燥を抑えるためマルチングか敷き藁を行い、約30 - 60 cm間隔で苗が植え付けされる。マルチング栽培を行うことによって生育促進の効果が高くなる。つるが長く伸びる前に、長さ2 mほどの支柱を立てて茎（つる）を誘引し、つるを支柱に巻き付かせる。草丈が60 cmになったころから、様子を見ながら下の葉が2枚くらい残るように、その先の柔らかいつるを15 - 20 cm切り取って収穫していく。芽先を適宜摘み取ることで次々にわき芽が出てくるので、長期にわたって収穫することが出来る。収穫が始まったら、およそ20 - 30日おきに追肥を施し、畝のわきを掘って与え、土を畝に寄せる。
病虫害はほとんどないが、虫害では夏場の旺盛な生育期にアブラムシがつくときもあり、薬剤を散布して防除する。
日本国内では主に宮城県、福島県、徳島県、山形県などの東北地方が中心となって栽培されており、全国的に小規模の産地が形成されている。ほぼ周年生産されているが、作型の分化は進んでおらず、栽培する地域の気候条件を活用した栽培が多く、一年草として収穫できる。

## 利用
葉と茎、花軸ともに食べられるが、主に若い葉やつる先から15センチメートル (cm) ほどの若い茎を食用にする。青茎種と赤茎種があるが、青茎のものは野菜として用いられ、赤茎のものも食用にする他にも、花が美しいため鉢栽培などで観賞用にも用いられる。耐暑性が強く、夏期の生育が旺盛なことから日よけ作物としても利用する。また茎葉や果実から出る赤紫の汁は、染料にもなる。
夏場に旬を迎える緑黄色野菜で、旬の時期は7月 - 10月といわれている。味はホウレンソウに似るが、モロヘイヤ同様、調理すると独特の匂いと、ムチレージという粘り成分に由来する軽いぬめりがある食感が特徴である。生でも食べられるが、えぐみがあるため軽くさっと茹でてから使われる。おひたし、胡麻和え、白和え、炒め物、天ぷらなど、ホウレンソウと同様に使われる。風味にクセがあるので、胡麻油を使ったニンニク炒めなど、コクのある油や香味野菜と合わせて調理するのが一般的で、油との相性も良いため、天ぷらや炒め物にすると独特の香りが抑えられる。
中華料理やベトナム料理でよく使われる野菜で、中華料理では木耳菜（ムーアルツァイ）、潺菜（広東語 サーンチョイ）などと呼んで炒め物にすることが多い。つるが紫色のものは、炒めると汁が赤くなる場合があるため、中国語で臙脂菜（イエンジーツァイ）とも呼ばれる。ベトナム料理ではモントイ（ベトナム語: mồng tơi）と呼び、スープの具にすることが多い。
沖縄で栽培されるものは「じゅびん」（地紅）と呼ばれ島野菜の一つと認識されている。おひたしや味噌汁にしたりじゅーしーの薬味として用いられたりする。

### 保存
保存するときは、湿らせたペーパータオルなどで茎の根元を包み、ビニール袋などに入れて冷蔵する。

### 栄養価
栄養価が高く、冬場の青菜やホウレンソウよりカルシウムが4倍で、コマツナ並みに多く含まれる。β-カロテン（可食部100グラム中、3000マイクログラム）、ビタミンCなどのビタミン類も豊富である。また鉄などのミネラルを非常に多く含み、他の栄養素量もコマツナとよく似ている。茹でることで出てくるぬめり成分はムチレージによるものである。

ツルムラサキのスピナコシド(spinacoside)類とバセラサポニン(basellasaponin)類には小腸でのグルコースの吸収抑制等による血糖値上昇抑制活性が認められた。